# سی‌اس‌اس اسپری
سی ‌اس ‌اس اِسپری (به انگلیسی: CSS Spray) نام مستعار  یک کشتی است.